# Heliophanus imperator
Heliophanus imperator là một loài nhện trong họ Salticidae.
Loài này thuộc chi Heliophanus. Heliophanus imperator được Wanda Wesołowska miêu tả năm 1986.